# Іон Караруш
Іон Караруш (рум. Ion Cărăruș; нар. 25 червня 1996, Кишинів, Молдова) — молдовський футболіст, півзахисник румунського клубу «1599 Шелімбар».

## Клубна кар'єра
Народився в Кишиневі. Футболом розпочав займатися в академії столичного «Зімбру», але на початку липня перебрався до молодіжної команди «Браги». Конкуренцію за потрапляння в першу команду Іон програв, тому на початку 2015 році перебрався до вільним агентом до «Уніан Лейрія». проте за півроку в новій команді проявити себе не зумів, тому вже на початку липня 2015 року перебрався в оренду до скромного португальського клубу «Пеніше» з третього дивізіону чемпіонату Португалії. В команді отримував стабільну ігрову практику, зіграв 24 матчі в чемпіонаті Португалії. Наприкінці червня 2016 року орендна угода завершилася, але водночас завершився й контракт з «Уніан Лейрія».
На початку липня 2016 року повернувся до рідного «Зімбру». У футболці столичного клубу дебютував 11 вересня 2016 року в програному (0:3) виїзного поєдинку 7-го туру Національного дивізіону Молдови проти бєльцинської «Зарі». Іон вийшов на поле на 46-й хвилині, замінивши бразильця Еріка. У першій половині сезону 2016/17 років виходив на поле у 8-ми поєдинках національного чемпіонату. На початку березня 2017 року став гравцем «Зарі», але в бєльцинській команді також грав рідко. 
Наприкінці вересня 2017 року виїхав до сусідньої Румунії, де підсилив «Штілінцу Мірославу». У новій команді швитдко став гравцем основної обойми, але наприкінці лютого 2019 року виїхав до Швеції, де виступав за скромний місцевий клуб «Гернесанд». Зрештою, в січні 2020 року повернувся до Румунії. Виступав за колективи Ліги II «Фарул» та «Уніря» з Констанци. З кінця серпня 2021 року захищає кольори іншого клубу румунської Ліги II «1599 Шелімбар».

## Кар'єра в збірній
З 2016 по 2017 рік провів 11 поєдинків (1 гол) у футболці молодіжної збірної Молдови.